# Classe Enrico Toti
La classe Enrico Toti è stata una serie di sottomarini a propulsione diesel-elettrica costruiti per la Marina Militare italiana tra il 1965 ed il 1968; sono stati i primi battelli subacquei costruiti in Italia dopo la fine della seconda guerra mondiale. La classe era costituita da quattro battelli di piccole dimensioni il cui scopo era di sorvegliare il passaggio di altri sottomarini nelle acque italiane; si caratterizzavano per una silenziosità notevole per l'epoca, favorita dalle modeste dimensioni dello scafo.

## Struttura
La durata media delle missioni per questi sottomarini era di 14-16 giorni. Alla fine della guerra fredda essi vennero impiegati solamente per l'addestramento degli equipaggi. Classificati "SSK" (Submarine Submarine-Killer), cioè destinati alla lotta antisommergibile con compiti di scoperta e attacco di altre unità subacquee, questi battelli avevano una buona dotazione di sensori, di sistemi di comunicazione e di guerra elettronica.

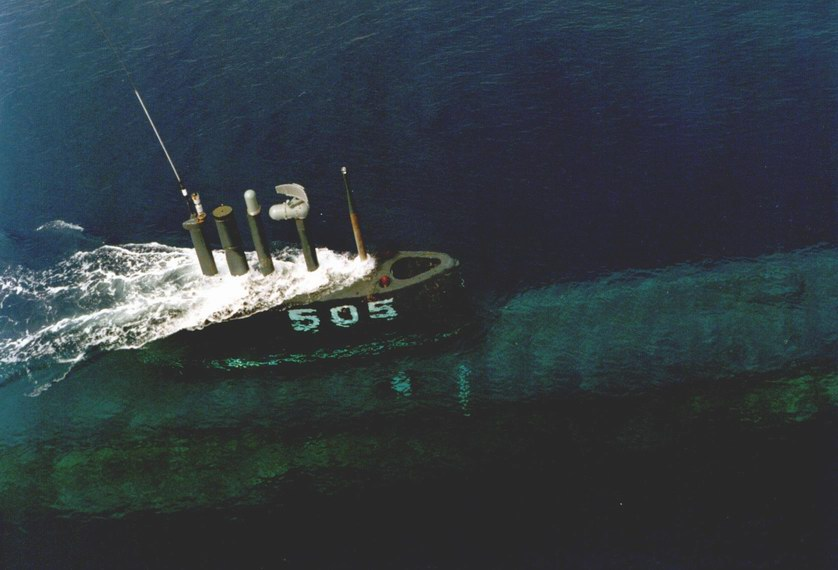
Il sommergibile Bagnolini in fase di snorkeling

L'armamento era di 4 tubi lanciasiluri prodieri per il lancio di siluri multiruolo antinave-antisommergibile A184 a filoguida e a testa autocercante asserviti a una centrale di lancio elettronica, prodotta e progettata dalla Fiat Mirafiori. Inizialmente erano dotati anche di 12 mine. L'armamento e l'autonomia adatti solo per missioni a media-corta autonomia fece sì che si passasse presto a sottomarini più grandi ed efficienti, sia pure apparentemente meno popolari, la Classe Sauro, sui quali vennero trasferiti esperienze e particolarità dei battelli della classe Toti.
I sommergibili della classe Toti segnarono una svolta di un certo rilievo nella storia dell'arma subacquea italiana: furono progettati e realizzati dalla Italcantieri negli stabilimenti di Monfalcone, le cui maestranze, durante il periodo 1944-45, avevano ottenuto esperienza nella costruzione di alcuni esemplari tedeschi tipo XXI e XXIII. I battelli adottarono lo schnorchel e vennero dotati di tutte le attrezzature e le apparecchiature, che l'esperienza del periodo bellico e la tecnologia postbellica avevano contribuito a migliorare, ottenendo notevoli risultati riguardo alla silenziosità, alla velocità in immersione, all'autonomia e alla quota operativa di immersione.
I battelli erano a semplice scafo totalmente saldato, che comprendeva i tubi lanciasiluri e la garitta d'emergenza, inglobata nella parte anteriore della vela e lo scafo racchiudeva a prora ed a poppa le casse di zavorra. L'elica a cinque pale era azionata solamente dal motore elettrico, alimentato dalle batterie in immersione e dai gruppi elettrogeni in emersione.

## Servizio
Entrati in servizio nel 1968-69, i “Toti” sono stati assegnati inizialmente alla base di La Spezia per essere trasferiti a partire dal 1971 ad Augusta, inquadrati nel 2º Gruppo Sommergibili (GRUPSOM2) del Comando Sommergibili

## Musealizzazione
Dei quattro esemplari due sono stati preservati come navi museali: Il Dandolo  è custodito presso l'Arsenale di Venezia, mentre il Toti è custodito al  Museo nazionale della scienza e della tecnologia "Leonardo da Vinci" di Milano. Il Bagnolini, in disarmo alla banchina di Punta Cugno della base di Augusta, ha lasciato la Sicilia il 20 agosto 2021 dimorato assieme alla MOC 1201 (Moto Officina Costiera A 5331), la nave cisterna porta acqua Brenta (A 5358), al rimorchiatore Atlante (A 5317) a bordo della nave semisommergibile Yacht Express, della compagnia Dyt Yacht Transport (parte del gruppo Spliethoff) diretta ad Aliaga, in Turchia, dove sono giunte per la demolizione il 22 agosto successivo. A simile sorte è destinato il Moncenigo, trasportato in Turchia nell'agosto 2024 per la demolizione, anche se inizialmente si era pensato alla trasformazione in museo presso il porto di Augusta,
Immagini dei battelli Mocenigo e Dandolo

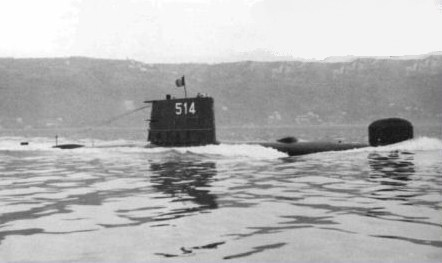
Il sommergibile Mocenigo
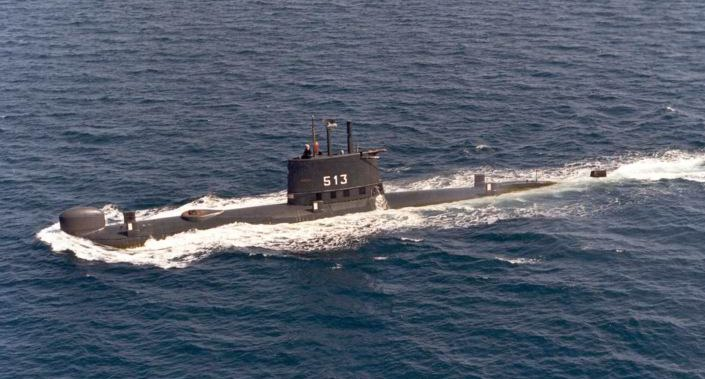
Il sommergibile Dandolo

## Unità
| Marina Militare classe Enrico Toti | Marina Militare classe Enrico Toti | Marina Militare classe Enrico Toti | Marina Militare classe Enrico Toti | Marina Militare classe Enrico Toti | Marina Militare classe Enrico Toti | Marina Militare classe Enrico Toti |
| Matricola                          | Nome                               | Cantiere                           | Impostazione                       | Varo                               | Entrata in servizio                | Disarmo                            |
| ---------------------------------- | ---------------------------------- | ---------------------------------- | ---------------------------------- | ---------------------------------- | ---------------------------------- | ---------------------------------- |
| S 505                              | Attilio Bagnolini                  | Monfalcone (GO)                    | 11 aprile 1965                     | 26 agosto 1967                     | 16 giugno 1968                     | 5 luglio 1991                      |
| S 506                              | Enrico Toti                        | Monfalcone (GO)                    | 11 aprile 1965                     | 12 marzo 1967                      | 22 gennaio 1968                    | 30 settembre 1997                  |
| S 513                              | Enrico Dandolo                     | Italcantieri Monfalcone (GO)       | 10 marzo 1967                      | 16 dicembre 1967                   | 29 settembre 1968                  | 30 settembre 1996                  |
| S 514                              | Lazzaro Mocenigo                   | Monfalcone (GO)                    | 12 giugno 1967                     | 20 aprile 1968                     | 28 dicembre 1968                   | 15 ottobre 1993                    |